# 구중회
구중회(具中會, 1897년 4월 21일~?)는 한국의 정치인이다.

## 약력
경남 창녕군 영산면에 있는 영산(靈山)공립보통학교와 보성중학교를 졸업하고, 3·1 운동에 참가하였다가 투옥되었다. 이후 일본 와세다 대학교 고등사범학교 영문과를 졸업하였다. 경남 밀양시 북면에 있던 사립정진학교 교장, 목포여자고등학교 교장, 마산중학교 교장을 역임하였다. 미군정기에는 군정청 경남 고문을 맡기도 하였다. 대한독립촉성국민회 밀양군지부 위원장과 남조선과도입법의원 의원을 지냈다.
1948년에 치러진 대한민국 제헌 국회의원 선거에서 무소속으로 창녕군 선거구에 출마해 38.12%의 득표율을 기록하면서 당선되었다.
한국 전쟁 때 조선민주주의인민공화국으로 갔다. 1956년 7월 재북 평화통일촉진협의회 중앙위원을 맡았다. 1959년 3월경 강계방면의 목장으로 이주되었다.

## 역대 선거 결과
| 실시년도 | 선거   | 대수 | 직책     | 선거구      | 정당   | 득표수   | 득표율          | 순위 | 당락 | 비고 |
| -------- | ------ | ---- | -------- | ----------- | ------ | -------- | --------------- | ---- | ---- | ---- |
| 1948년   | 총선   | 1대  | 국회의원 | 경남 창녕군 | 무소속 | 19,430표 | \| \| 38.12% \| | 1위  |      | 초선 |
|          | 38.12% |      |          |             |        |          |                 |      |      |      |

## 참고 자료
- 구중회 - 대한민국헌정회
- 《대한민국 의정총람》, 국회의원총람발간위원회, 1994년